# Prurit
« Démangeaison » redirige ici. Pour le roman de Lorette Nobécourt, voir La Démangeaison (roman)
 Mise en garde médicale
Le prurit (du latin : pruritus) est un symptôme fréquent (notamment en dermatologie) qui recouvre une sensation de démangeaison de la peau, le plus souvent en rapport avec des lésions dermatologiques (parfois aussi sans cause connue : c'est le prurit « sine materia »).

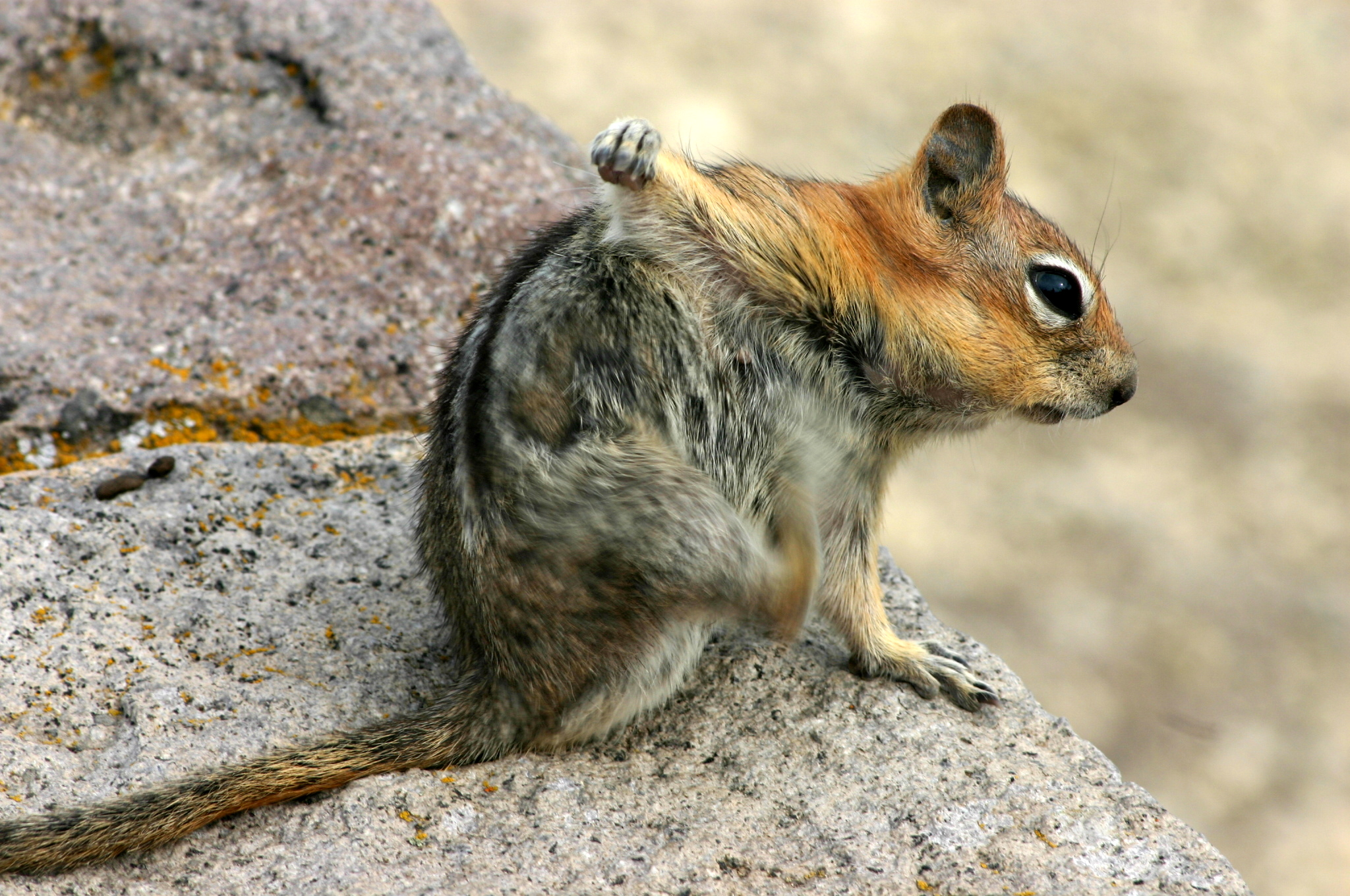
De nombreux animaux passent beaucoup de temps à se gratter (ici un écureuil Chipmunk).

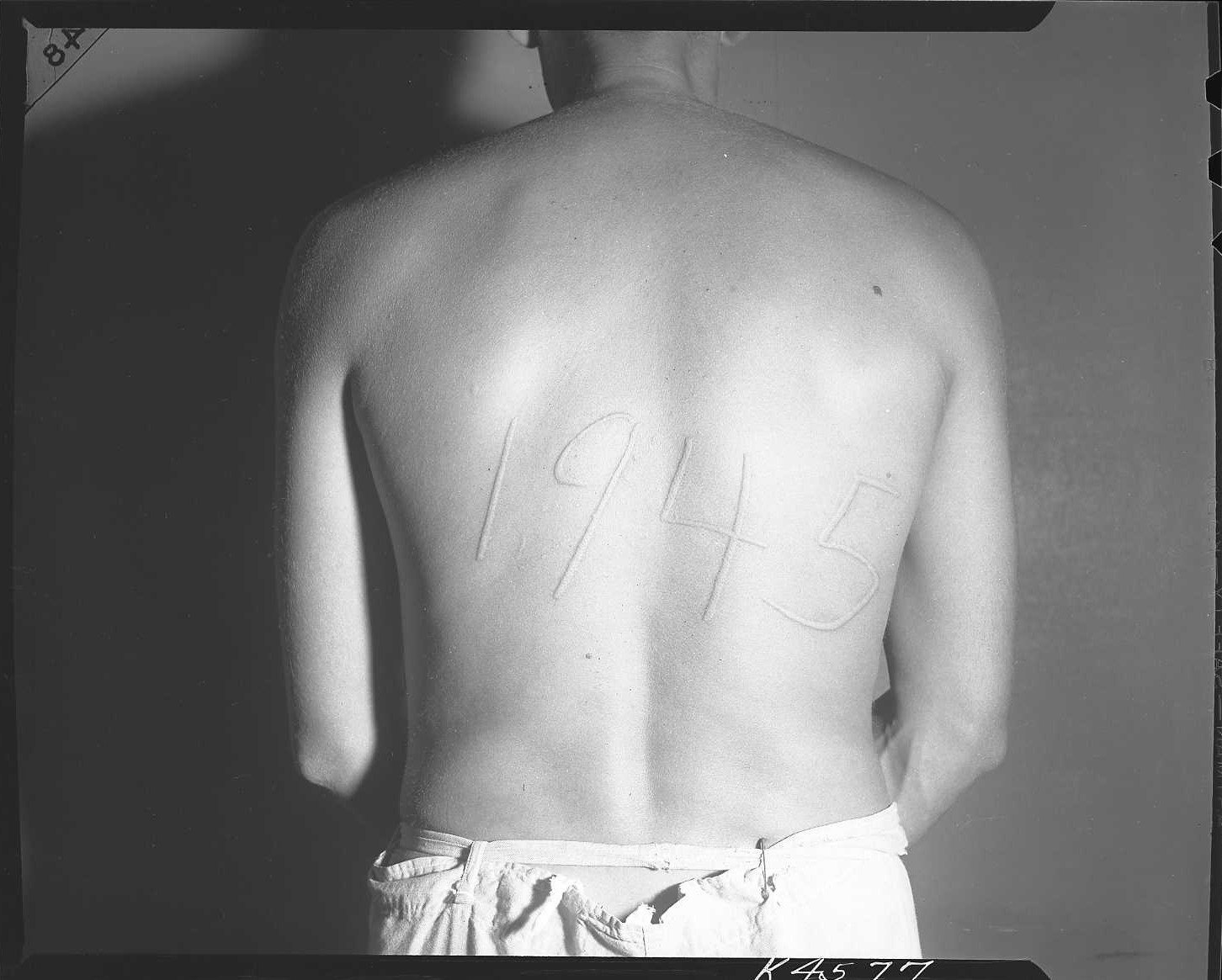
Le prurit est souvent induit par une piqûre ou morsure d'insectes ou d'acarien, ou une réaction à une piqûre d'ortie, mais il existe aussi de puissants irritants chimiques (ici : dermographie évoquant un tatouage mais issue d'une irritation allergique réversible provoquée par application d'un tel irritant (irritation réversible).

Il constitue le principal signe fonctionnel en dermatologie.

## Bases physiologiques de la signalisation des démangeaisons dans le système nerveux
Le principal agent responsable des démangeaisons est l'histamine, molécule chimique libérée par les mastocytes, et les polynucléaires basophiles (cellules circulant dans le sang et participant au système immunitaire). L'histamine, lorsqu'elle est libérée, se lie à des récepteurs nerveux de la peau et provoque le prurit.
La sensation est transmise par des fibres nerveuses  de type C différentes de celles qui conduisent les sensations douloureuses au cerveau. Ces fibres conduisent au faisceau spino-thalamique, permettant une activation au niveau du cortex préfrontal et le gyrus cingulaire. Le grattage augmente généralement le prurit ; l'explication de ce mécanisme semble être élucidé en 2014 par des chercheurs américains de Saint Louis, de la Washington University School of Medicine. À partir d'un modèle murin transgénique, ils montrent que le grattage provoque une douleur qui stimule la production de sérotonine censée contrôler la douleur. Mais cette dernière active les récepteurs 5HT1A des neurones GRPR, lesquels traduisent le stimulus prurit au niveau du cerveau.
Il existe un Centre pour l'étude de la démangeaison à l'École de médecine de l'Université de Washington à St Louis ; il a montré en 2017 que chez la souris les signaux entrant dans le cerveau et venant de la zone inflammatoire sont d'abord triés par un réseau de cellules nerveuses sensibles aux démangeaisons, d'abord dans la moelle épinière où des neurones produisent un récepteur peptidique qui libère de la gastrine puis, via un autre réseau de neurones, l'information est retraitée dans une structure proche de la base du cerveau dite noyau parabrachial ou aire parabrachiale (déjà connu pour recevoir des informations liées à des sensations dont celles de la douleur et du goût).
Les neurologues ignorent encore si toutes les démangeaisons prennent ce même chemin et s'il est le même chez l'Homme que chez la souris (les démangeaisons allergiques pourraient par exemple logiquement être traitées par des voies différents que celles qui sont proches d'un chatouillement déclenché par le contact avec un objet). Mieux comprendre ce processus permettra d'aider les patients victimes de démangeaisons chroniques incontrôlables, sources de dommages dermatologiques souvent graves.

## Description
Le prurit peut être généralisé ou localisé. Il peut être aigu ou chronique (défini généralement par une durée supérieure à 6 semaines), isolé ou associé à d'autres signes, tout cela pouvant orienter la recherche d'une cause.
Il peut être plus ou moins important, pouvant gêner jusqu'à la vie sociale ou le sommeil.
Il peut provoquer des « lésions de grattage » qui ne doivent pas être confondues avec une lésion dermatologique pouvant être responsable du prurit.

## Causes
Les prurits chroniques peuvent être de mécanisme inflammatoire ou neuropathique (ou une combinaison des deux).
Il existe de nombreuses causes :
- Maladies dermatologiques : eczéma, psoriasis, urticaire, dermatite atopique, lucites, toxidermie, réaction allergique, lichen scléroatrophique, lichen plan… L'eczéma marginé de Hébra notamment est un eczéma mycosique situé au niveau des plis (surtout entre les jambes) et qui démange énormément.
- Maladies infectieuses : parasitoses cutanées (gale, oxyurose, pédiculose du cuir chevelu et pédiculose corporelle (poux), mycoses, dermatophyties, phtiriase, varicelle, VIH, papillonite…
- Maladies hépatiques avec un ictère par cholestase où les sels biliaires déposés dans la peau irritent les terminaisons nerveuses.
- Maladies immunitaires : le prurit peut être un symptôme du syndrome d'activation mastocytaire[9],[10].
- Hémopathie : maladie de Vaquez (prurit à l'eau), maladie de Hodgkin.
- Prurit dans le cadre d'une parasitophobie (syndrome d'Ekbom).
- Certains cancers : cancer du poumon, etc.
- La poussée des dents est souvent associée chez l'enfant à un prurit dit dentaire.
- Prurit sine materia (prurit idiopathique, prurit sénile, prurit psychosomatique).
- Consommation d'opiacés.
- Allergie à certains médicaments (aspirine, antibiotiques…).

### Prurits isolés (sine materia)
- Troubles métaboliques : diabète, urémie, ictère.
- Hémopathies : polyglobulies, maladie de Hodgkin.
- Toxiques : médicament, morphine ainsi que la codéine qui en est un précurseur et le café.
- Grossesse.
- Prurit psychogène : trouble psychique.
- Prurit anal : pathologie hémorroïdaire.
- Prurit sénile : parfois intolérable, retentissant sur l'état général, avec peu ou pas de lésions de grattage.
- Prurit dû à une plaie en cours de cicatrisation.

Il est possible que le fait de se gratter ne soit pas en rapport avec un prurit ; le grattage peut résulter d'un effet de « contagion », tout comme le bâillement ou le fou-rire, par activation de l'aire de Brodmann BA44 gauche.

## Éthologie animale

### Démangeaisons contagieuses
Comme le bâillement, certaines démangeaisons peuvent être induites par le fait de voir quelqu'un d'autre se gratter.
Ceci a été démontré chez des souris de laboratoire normales observant des souris victimes de réelles démangeaisons chroniques dans d'autres cages. Le grattage augmente dès les premières cinq secondes, alors qu'un groupe témoin de souris placées près de souris non concernées par des démangeaisons ne se grattent pas. L'effet est le même chez une souris à laquelle on présente une vidéo montrant une autre souris en train de se gratter. Ceci laisse penser que ce phénomène (qui pourrait impliquer les neurones miroir) a une base évolutive, par exemple pour prévenir l'installation de poux, puces, etc.

### Grattage comme moyen de communiquer
On a récemment montré que dans son habitat naturel, la femelle orang-outan de Sumatra communique beaucoup par des gestes plutôt que par la voix. Elle se gratte souvent, et parfois pour d'autres raison que simplement en réponse à une démangeaison : le bruit fait par le grattement de la tête peut être une alerte à l'attention du jeune. Quand la mère se gratte ainsi en regardant sa progéniture, les deux individus s'éloignent ensuite du lieu où ils étaient. Ce constat a été fait près de 1 500 fois par des chercheurs observant 4 femelles et leur progéniture, laissant penser que c'est un moyen pour la mère de signifier à son petit qu'il faut partir, sans qu'elle ait besoin d'émettre de sons qui pourrait alerter un prédateur. Les chercheurs pensent que le geste et bruit de grattage pourraient être assez fort et urgent pour attirer l'attention de l'enfant mais pas celle des prédateurs.